# Backsteinbauwerke der Gotik/Verteilung in Nordjütland
Dies ist eine der sechs Verteilungskarten zur Liste der Backsteinbauwerke der Gotik in Dänemark:
- Backsteinbauwerke der Gotik/Verteilung in Dänemark (geeigenet für Mobilgeräte, nicht interakiv)
- Backsteinbauwerke der Gotik/Verteilung in Nordjütland
- Backsteinbauwerke der Gotik/Verteilung in Mitteljütland
- Backsteinbauwerke der Gotik/Verteilung in der Region Süddänemark
- Backsteinbauwerke der Gotik/Verteilung auf der Insel Seeland (mit Hauptstadtregion)
- Backsteinbauwerke der Gotik/Verteilung in der Region Seeland (mit südlichen Nachbarinseln)

Die Regionseinteilung Dänemarks erfolgte 2007 nach technokratischen Gesichtspunkten, die Regionsgrenzen bilden keine historischen Grenzen ab. Darum wurden hier bei Nord- und Mitteljütland jeweils die angrenzenden Gemeinden der südlichen Nachbarregion mit dargestellt.
In Dänemark machen Kirchen den weitaus größten Teil der Bauwerken aus, die in gotischem Stil aus Backstein errichtet oder modernisiert wurden. Die meisten Kirchen in diesem Land haben einen romanischen Kern, nicht nur Grundmauern, sondern auch aufragendes Mauerwerk. Oft besteht dieses nicht aus einfachem Feldstein, sondern aus sorgfältig bearbeiteten Steinquadern. In Nord- und Mitteljütland sind das großenteils Granitquader, in Südwestjütland nicht selten rheinischer Eifeltuff.
| Aalborg |

| Bislev |

| Ferslev |

| Frejlev |

| Hals |

| Klarup |

| Nibe |

| Nørre Tranders |

| Sejlflod |

| Sønder Tranders |

| Sønderholm |

| Storvorde |

| Vester Hassing |

| Brønderslev |

| Dronninglund |

| Hellevad |

| Hellum |

| Jerslev |

| Ø. Brønderslev |

| Serritslev |

| Stenum |

| Tise |

| Tolstrup |

| Voer |

| Frederikshavn |

| Åsted |

| Elling |

| Flade |

| Skagen |

| Tolne |

| Torslev |

| Volstrup |

| Hjørring |

| Børglum |

| Horne |

| Jelstrup |

| Sindal |

| Skallerup |

| Tolne |

| Tornby |

| Tårs |

| Vennebjerg |

| Vidstrup |

| Vrå |

| Vrejlev |

| Vrensted |

| Alstrup |

| Brovst |

| Gjøl |

| Haverslev |

| Hune |

| Jetsmark |

| Kettrup |

| Klim |

| Kollerup |

| Lerup |

| Øland |

| Torslev |

| Tranum |

| V. Hjermitslev |

| Vust |

| Byrum |

| Vesterø |

| L Æ S Ø |

| Mariager |

| Als |

| Astrup |

| Glenstrup |

| Nørre-Onsild |

| Rold |

| Rostrup |

| Vive |

| Falslev-Vindblæs |

| Dueholm (Nykøbing M.) |

| Frøslev |

| Galtrup |

| Hvidbjerg (Morsø) |

| Jørsby |

| Karby |

| Lødderup |

| Mollerup |

| Ørding |

| Øs. Assels |

| Outrup |

| Sejerslev |

| Tødsø |

| Vejerslev |

| V. Assels |

| Aarestrup |

| Bælum |

| Binderup |

| Blenstrup |

| Brorstrup |

| Category:Buderup Ødekirke |

| Fræer |

| Gravlev |

| Grynderup |

| Haverslev |

| Ravnkilde |

| Sønderup |

| Solbjerg |

| Stenild |

| St. Brøndum |

| Torup |

| Veggerby |

| Thisted |

| Bedsted |

| Hillerslev |

| Hjardemål |

| Hunstrup |

| Lild |

| Lodbjerg |

| Ørum |

| Øsløs |

| Østerild |

| Sennels |

| Sjørring |

| Tømmerby |

| Vestervig |

| Villerslev |

| Blære |

| Farsø |

| Fjelsø |

| Gedsted |

| Gislum |

| Havbro |

| Hyllebjerg |

| Louns |

| Malle |

| Næsborg |

| Østerbølle |

| Simested |

| Skivum |

| Strandby |

| Testrup |

| Ullits |

| Vesterbølle |

| Borbjerg |

| Ejsing |

| Handbjerg |

| Husby |

| Idom |

| Madum |

| Mejrup |

| Måbjerg |

| Naur |

| Ryde |

| Råsted |

| Sahl |

| Sevel |

| Staby |

| Sønder Nissum |

| Ulfborg |

| Dybe |

| Fabjerg |

| Ferring |

| Fjaltring |

| Flynder |

| Gudum |

| Hove |

| Hygum |

| Lomborg |

| Møborg |

| Nørlem |

| N. Nissum |

| Ramme |

| Rom |

| Trans |

| Tørring |

| Vandborg |

| Ålsø |

| Fausing |

| Ginnerup |

| Gjerrild |

| Gjesing |

| Glesborg |

| Holbæk |

| Homå |

| Karlby |

| Ørsted |

| Ørum |

| Veggerslev |

| Vejlby |

| Villersø |

| Vivild |

| Voer |

| Voldby |

| Nørre Snede |

| Randers |

| Ålum |

| Albæk |

| Borup |

| Dalbyneder |

| Dalbyover |

| Fårup |

| Gassum |

| Hald |

| Harridslev |

| Hørning |

| Lem |

| Nørbæk |

| Ørum |

| Råby |

| Råsted |

| Sødring |

| Tånum |

| Skive |

| Balling |

| Estvad |

| Grinderslev |

| Grønning |

| Højslev |

| Junget |

| Krejbjerg |

| Lem |

| Lundø |

| Lyby |

| Oddense |

| Ørslev |

| Spøttrup/ Rødding |

| Rybjerg |

| Rønbjerg |

| Thise |

| Asp |

| Fousing |

| Gimsing |

| Hjerm |

| (Struer) Hvidbjerg |

| Humlum |

| Odby |

| Søndbjerg |

| Vejrum |

| Bregnet |

| Dråby |

| Feldballe |

| Fuglslev |

| Helgenæs |

| Hyllested |

| Koed |

| Kolind |

| Lime |

| (Ryomgård) |

| Mørke |

| Nimtofte |

| Rosmus |

| Thorsager |

| Tirstrup |

| Tøstrup |

| Vistoft |

| Viborg |

| Asmild |

| Bigum |

| Bjerring |

| Fly |

| Hammershøj |

| Hjermind |

| Hvam |

| Karup |

| Klejtrup |

| Kobberup |

| Låstrup |

| Lindum |

| Løvel |

| Lynderup |

| Mønsted |

| Nø. Vinge |

| Ravnstrup |

| Rødding |

| Skals |

| Tårup |

| Tapdrup |

| Tjele |

| Tostrup |

| Ulbjerg |

| Vammen |

| Vinkel |

| Vorde |

| Vorning |

| Vridsted |

## Farbcodierung der Ortspunkte
Die verschiedenen Baugeschichten und Materialkombinationen sind jeweils durch insgesamt farbkräftige Signaturen unterschieden, wo der Backstein am Gebäude wenigstens teilweise in seiner Farbe sichtbar ist. Durch Signaturen mit hellem oder blassem Kern sind sie unterschieden, wo der Backstein vollständig geschlämmt ist, also nur als Wandstruktur erkennbar. Manche Ring-Signaturen entsprechen zwei verschiedenen Massivpunkten.

Bei vielen mit Backstein erweiterten oder erneuerten Granitquaderbauten ist nur der Backstein geschlämmt. Ob der Granit verputzt, geschlämmt oder steinsichtig ist, berücksichtigen die Signaturen nicht.

|                                     | gotische und spätere Gestaltung: links jeweils die Signatur für sichtbaren Backstein, rechts für geschlämmten Backstein | gotische und spätere Gestaltung: links jeweils die Signatur für sichtbaren Backstein, rechts für geschlämmten Backstein | gotische und spätere Gestaltung: links jeweils die Signatur für sichtbaren Backstein, rechts für geschlämmten Backstein | gotische und spätere Gestaltung: links jeweils die Signatur für sichtbaren Backstein, rechts für geschlämmten Backstein | gotische und spätere Gestaltung: links jeweils die Signatur für sichtbaren Backstein, rechts für geschlämmten Backstein | gotische und spätere Gestaltung: links jeweils die Signatur für sichtbaren Backstein, rechts für geschlämmten Backstein | gotische und spätere Gestaltung: links jeweils die Signatur für sichtbaren Backstein, rechts für geschlämmten Backstein | gotische und spätere Gestaltung: links jeweils die Signatur für sichtbaren Backstein, rechts für geschlämmten Backstein |
| Material romanisch                  | got. Backstein | starke spätere Veränd. am Backst.                                                                                       | spätere Veränd. am Stein                                                                                                | Backst. u. wieder- verw. roman. Stein                                                                                   | mit Bänderung | mehr Stein als Backstein                                                                                                | Stein + Backst., spätere Veränd.                                                                                        | sehr wenig got. Backstein                                                                                               |
| ----------------------------------- | --- | --- | --- | --- | --- | --- | --- | --- |
| gotisch begonnen                    | 00000 | 00000 | 00000 | 00000 | 00000 | 00000 | 00000 | 00000 |
| Backstein                           | 00000 | 00000 | 00000 | 00000 | 00000 | 00000 | 00000 | 00000 |
| Feldstein                           | 00000 | 00000 | 00000 | 00000 | 00000 | 00000 | 00000 | 00000 |
| Feldstein m. Backstein              | 00000 | 00000 | 00000 | 00000 | 00000 | 00000 | 00000 | 00000 |
| anfangs Feldstein, später Backstein | 00000 | 00000 | 00000 | 00000 | 00000 | 00000 | 00000 | 00000 |
| Quader: Kreide, Kalk, Sandstein     | 00000 | 00000 | 00000 | 00000 | 00000 | 00000 | 00000 | 00000 |
| Quader u. Backstein                 | 00000 | 00000 | 00000 | 00000 | 00000 | 00000 | 00000 | 00000 |
| Granitquader                        | 00000 | 00000 | 00000 | 00000 | 00000 | 00000 | 00000 | 00000 |
| Granit – Quader u. roh              | 00000 | 00000 | 00000 | 00000 | 00000 | 00000 | 00000 | 00000 |
| Granitq u. Backstein                | 00000 | 00000 | 00000 | 00000 | 00000 | 00000 | 00000 | 00000 |
| Tuffstein                           | 00000 | 00000 | 00000 | 00000 | 00000 | 00000 | 00000 | 00000 |
| Tuff m. Backstein                   | 00000 | 00000 | 00000 | 00000 | 00000 | 00000 | 00000 | 00000 |